# فانتازيا بارينو
فانتازيا بارينو (بالإنجليزية: Fantasia Barrino)‏ مواليد 30 يونيو 1984 في كارولاينا الشمالية، الولايات المتحدة، هي مغنية وممثلة وكاتبة غنائية ومغنية مؤلفة وكاتبة عمومية أمريكية بدأت مسيرتها الفنية عام 2004.

## وصلات خارجية
- الموقع